# 千禧高峰會

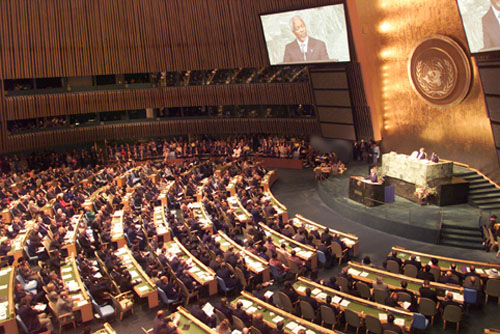
千禧高峰會現場

千禧高峰會（英語：Millennium Summit）是於2000年9月6日至9月8日在紐約市聯合國總部大樓舉行，由世界各國領袖參與、為期三天的會議，旨在討論21世紀以後聯合國的地位和角色。在會議後，世界各國領袖正式批准千禧年宣言。千禧高峰會是截至2000年為止，史上規模最龐大的世界各國領袖會議。千禧高峰會在五年後由世界高峰會接續，於2005年9月14日至9月16日舉行。

## 外部連結
- 千禧年宣言稿件（页面存档备份，存于）
- Lil' 千年發展目標（MDGs）